# Мерседес Маккембридж
Мерседес Маккембридж (на английски: Mercedes McCambridge) е американска актриса.

## Биография
Родена е на 16 марта 1916 в Джолиет, Илинойс, дъщеря на ирландско-американските родители католици Мари (родена Махафри) и Джон Патрик Маккембридж, фермер.  Завършила е колеж „Мънделайн“ (Mundelein) в Чикаго, преди да започне кариера.

### Кариера
Орсън Уелс я нарече „най-голямата жива радио актриса в света“.  Тя печели награда „Оскар“ за най-добра поддържаща актриса за „Цялото кралско войнство“ (1949) и е номинирана в същата категория за „Гигант“ (1956). Неин е гласа на демона Пазузу в „Заклинателят“ (1973). 

### Смърт
Маккембридж умира на 2 март 2004 г. в Ла Хола в Сан Диего, Калифорния от естествена смърт, две седмици преди 88-ия си рожден ден. 

### Признание
За приноса си към телевизията и филмовата индустрия Мерседес Маккембридж има две звезди на Холивудската алея на славата: една за кино на улица Вайн 1722 и една за телевизия на булевард Холивуд 6243. Към момента Маккембридж няма живи членове на семейството или роднини.

## Избрана филмография
| Година | Филм                    | Оригинално заглавие   | Роля             | Режисьор         |
| ------ | ----------------------- | --------------------- | ---------------- | ---------------- |
| 1949   | Цялото кралско войнство | All the King's Men    | Сади Бюрк        | Робърт Росън     |
| 1954   | Джони Китарата          | Johnny Guitar         | Ема Смол         | Никълъс Рей      |
| 1956   | Гигант                  | Giant                 | Луз Бенедикт     | Джордж Стивънс   |
| 1959   | Внезапно, миналото лято | Suddenly, Last Summer | Грейс            | Джоузеф Манкевич |
| 1973   | Заклинателят            | The Exorcist          | Гласът на Пазузу | Уилям Фридкин    |